# Hilarographa uluana
Hilarographa uluana is een vlinder uit de familie bladrollers (Tortricidae). De wetenschappelijke naam van de soort is voor het eerst geldig gepubliceerd in 2009 door Józef Razowski.

## Type
- holotype: "male. 26-30.IV.1989. leg. M.G. Allen & K.R. Tuck. genitalia slide no. 31865"
- instituut: BMNH. Londen, Engeland
- typelocatie: "Brunei, 300 m, Ulu Temburong, LP 298. GR 838892"